# Badb

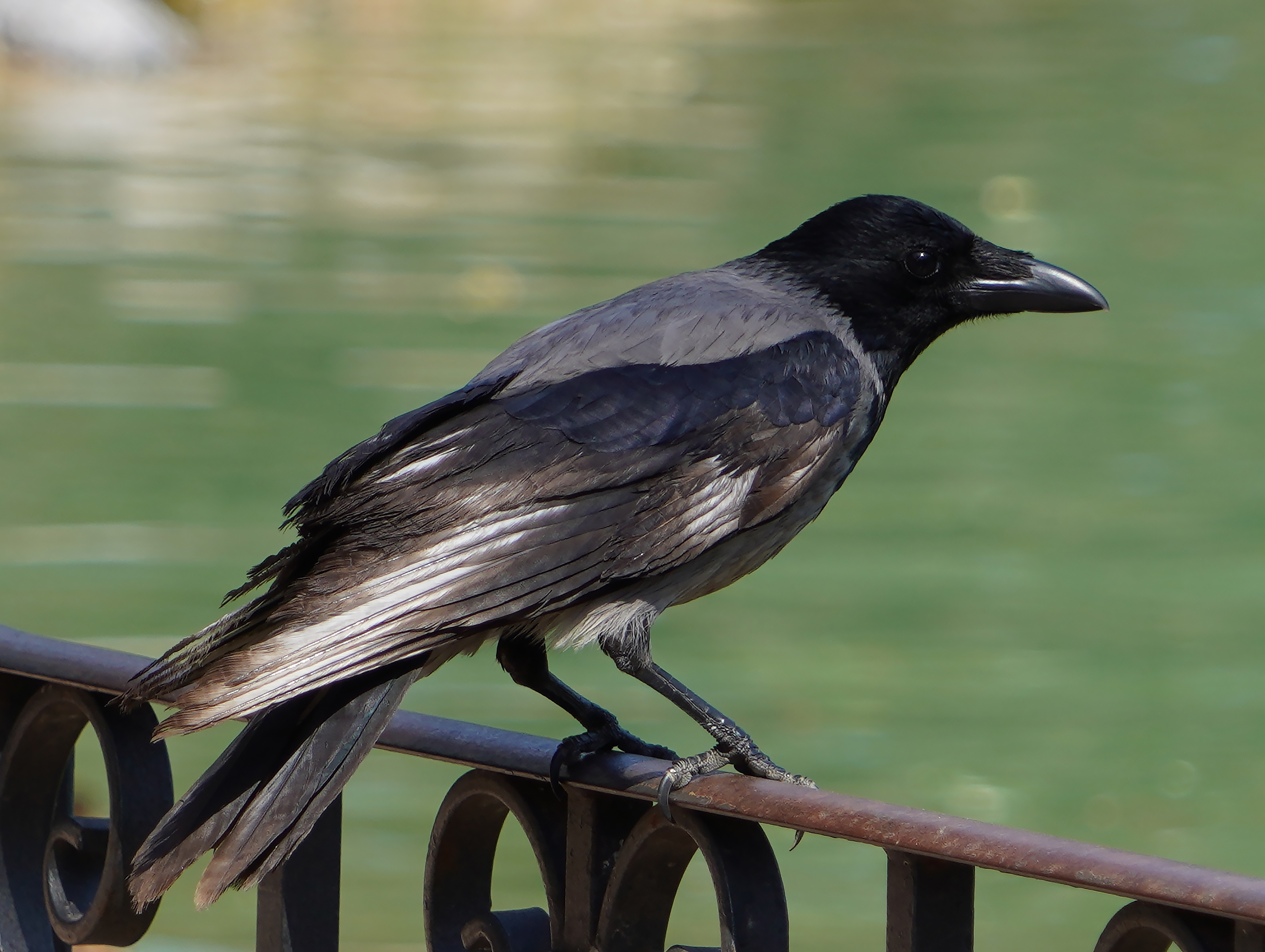
Babd es representada como la Corneja gris.

Según la mitología celta, Badb es una diosa de la guerra que podía transformarse en "cuervo". A veces es llamada Badb Catha ("Cuervo de la Guerra"). Se dice que puede también adquirir la forma de lobo.
Para controlar el rumbo de la batalla, Badb provocaba confusión en los soldados para llevar a un desenlace favorable a sus deseos.
Junto con sus hermanas Morrigan y Macha forma una tríada de diosas de la guerra. Otras versiones dicen que Macha y Badb son personificaciones de la misma Morrigan, o simplemente nombres dados a ella.

## Naturaleza y funciones
Badb es la hija de Ernmas quién es parte de los Tuatha Dé Danann y de Delbáeth, quién es medio Fomoré. Badb lucharía contra los Formoré en la batalla de Maige Tuired. Después de su muerte se convertiría en una de las cinco diosas de la guerra -que se corresponden a las fases lunares- de Irlanda: Badb, Macha, Fea, Nemhain y Danu (Morrigan). Cada una de las diosas poseía sus cualidades propias.
Forma parte de la familia de Macha, Danu y Elcmar (hermanas), Fiachu, Olloman e Indui (hermanos), Neto (medio hermano y consorte); Ériu, Fodhla y Banba (medio hermanas), Corpre Crom (medio hermano o sobrino); Glonn, Glim y Coscar (medio hermanos); Fea y Nemain (sobrinas); Étaín (abuela); Ogma y Etarlam (abuelos). Además de tener como ancestros a Magog, Iarbonel, Ordan y Net.
Como diosa, Badb es descrita como una mujer roja con los ojos rojos también, y una capa roja que llega hasta el suelo. Badb es un personaje sexual, diosa de la guerra y diosa madre. Es también una de las llamadas "lavadoras" que lavan la ropa ensangrentada en el río, así fue como le dijo a Oscar, el paladín de la Fianna, que moriría en batalla.

### Ciclo mitológico
Luego de la batalla de Maige Tuired donde los Tuatha Dé Danann expulsaron a los Fomoré de Irlanda, Badb profetizó el fin del mundo lleno de maldad, enfermedad y venganza:

(...) mujeres sin pudor; 
 hombres sin valor; 
 presas sin un soberano... 
 Bosques sin bellotas; 
 mar sin producción...
 Juicios errados de los ancianos; 
 falsos precedentes de los juristas; 
 cada hombre un traidor; 
 cada muchacho un forajido. 
 El hijo entrará en la cama de su padre; 
 el padre se meterá en la cama de su hijo; 
 cada uno será el cuñado de su hermano...
 ¡Un tiempo maligno! 
 El hijo engañará a su padre;
 la hija engañará a su madre.
Badb en Cath Maige Tuired.